# Alex Wilson (baseball)
Pour les articles homonymes, voir Alex Wilson et Wilson.
William Alexander Wilson (né le 3 novembre 1986 à Dhahran, Arabie saoudite) est un lanceur droitier des Ligues majeures de baseball jouant avec les Tigers de Détroit.

## Carrière

### Red Sox de Boston

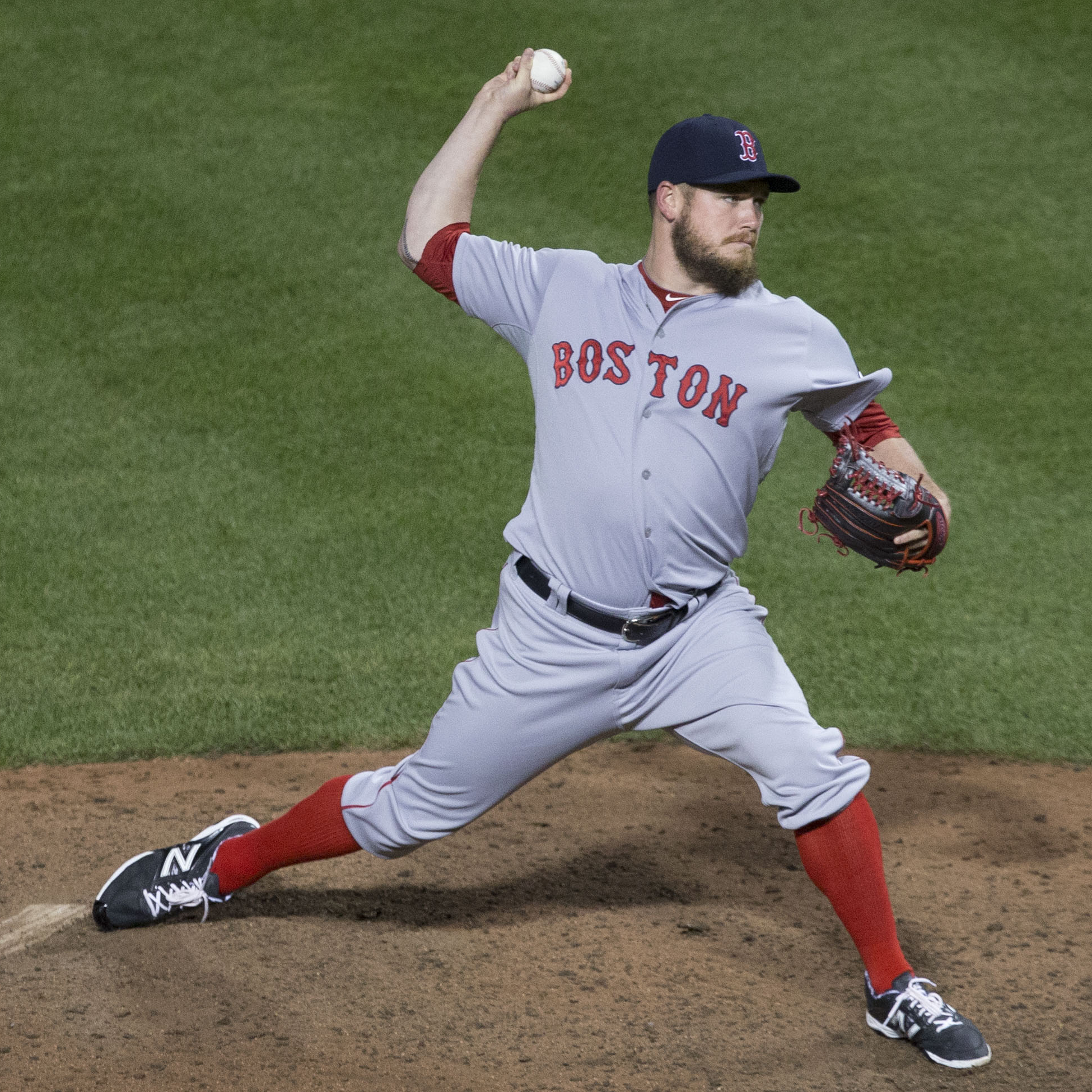
Wilson en 2014 avec les Red Sox de Boston.

Alex Wilson voit le jour en Arabie saoudite, où son père travaille comme géologue, mais la famille rentre aux États-Unis alors que le jeune Alex n'a qu'un mois. Il grandit en Virginie-Occidentale. Il joue au baseball pour les Aggies de l'Université Texas A&M et est repêché au 10e tour de sélection par les Cubs de Chicago en 2008. Il ne signe pas avec le club mais s'entend l'année suivante avec les Red Sox de Boston, qui le choisissent au deuxième tour en 2009. En 2011, il est élu meilleur lanceur évoluant en ligues mineures dans l'organisation des Red Sox  et sa balle rapide et sa balle glissante sont particulièrement vantées.
Wilson fait ses débuts dans le baseball majeur comme lanceur de relève pour Boston le 11 avril 2013. Il devient le second joueur né en Arabie saoudite à évoluer dans les majeures après Craig Stansberry en 2007.
En 2014, il maintient une moyenne de points mérités de 1,91 en 28 manches et un tiers lancées pour Boston.

### Tigers de Détroit
Le 11 décembre 2014, les Red Sox échangent Alex Wilson, le voltigeur Yoenis Céspedes et le lanceur gaucher Gabe Speier aux Tigers de Détroit contre le lanceur droitier Rick Porcello.